# Witold Małcużyński
Witold Małcużyński (10 d'agost de 1914 – 17 de juliol de 1977) va ser un distingit pianista polonès especialitzat en les obres de Frédéric Chopin. Les seves interpretacions van estar marcades per una gran passió i poesia.

## Biografia
Małcużyński va néixer el 1914. Era el germà gran de Karol Małcużyński, un polític i periodista polonès. Va començar a tocar el piano als 5 anys, començant les lliçons regulars quatre anys més tard. Originalment, tenia la intenció d'estudiar dret, però el seu amor innat per la música va superar la seva decisió inicial i es va canviar a la música i es va matricular al Conservatori de Varsòvia del qual es va graduar amb honors, estudiant amb Józef Turczyński. El 1936, va rebre una invitació per estudiar amb Marguerite Long i Isidor Philipp a París. Va guanyar el tercer premi al III Concurs Internacional de Piano Chopin de Varsòvia el 1937. Al mateix temps, va conèixer la seva futura esposa, la pianista francesa Colette Gaveau.

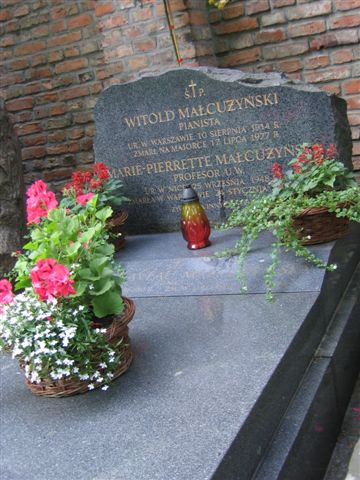
La tomba de Witold Małcużyński al cementiri de Powązki a Varsòvia, Polònia

Quan va començar la Segona Guerra Mundial, es trobava a França. Allà s'incorporà a la secció artística-propaganda de l'⁣exèrcit polonès i visità campaments militars. Després de la capitulació de França, ell i la seva nova esposa van escapar en un vagó segellat a Portugal, on va conèixer el director d'orquestra Grzegorz Fitelberg, que li va oferir una gira per Amèrica del Sud. Małcużyński va anar a l'Argentina l'octubre de 1940. L'abril de 1942 es va traslladar als Estats Units. Essencial per a la seva carrera americana va ser el violinista Yehudi Menuhin, que inicialment el va ajudar amb problemes de gestió. Després de la guerra, es va traslladar a Suïssa.
Va ser membre del jurat del Concurs Internacional Chopin el 1960 i el 1970, del Concurs de Música Reina Elisabet (Bèlgica) el 1960 i del Concurs Internacional de Piano Paloma O'Shea el 1976.
Se li va concedir una Creu d'Oficial de l'⁣Ordre de Polònia Restituta. Va morir el 1977 a Mallorca i va ser enterrat al cementiri de Powązki, Polònia.

## Discografia seleccionada (CD)
- 1989 Witold Małcużyński interpreta Chopin (Polskie Nagrania)
- 1993 Witold Małcużyński - Fantasies-Nocturnes-Scherzos (Allegro Corporation)
- 1993 Malcuzynski interpreta Chopin - Grand Polonaise, volum 2 (Allegro Corporation)
- 1994 Malcuzynski: Perfil de l'artista (Chopin: Concert per a piano núm. 2/Sonata per a piano núm. 3/Valsos/Masurques) (EMI Classic)
- 1999 Witold Małcuzynski - Chopin-Rachmaninov (Dante)
- 2000 Witold Malcuzynski interpreta Chopin, Liszt i Szymanowski (Piano Masters) (Pearl)
- 2001 Witold Malcuzynski - Brahms-Beethoven-Chopin (Aura Classics)
- 2001 Witold Malcuzynski toca una gran música romàntica per a piano (2CD) (Royal Long Players)
- 2003 Witold Małcużyński Brahms-Franck-Bach-Busoni (Polskie Nagrania)
- 2006 Witold Małcużyński - Johannes Brahms Concert per a piano núm. 1 en re menor op.15 (Polskie Nagrania)
- 2007 Witold Małcużyński - Chopin: Concert per a piano núm. 2; Rachmaninov: Concert per a piano núm. 3 (nagr. 1946-1949) (Gremi)
- 2007 Witold Malcuzynski Intermezzo (Fabula Classica)
- 2010 Witold Małcużyński - Chopin (digipack) (Polskie Radio)